# Le Serment de l'ambre
 (signalé en juin 2025).
Si vous disposez d'ouvrages ou d'articles de référence ou si vous connaissez des sites web de qualité traitant du thème abordé ici, merci de compléter l'article en donnant les références utiles à sa vérifiabilité et en les liant à la section « Notes et références ».
- Archive Wikiwix
- Bing
- Cairn
- DuckDuckGo
- E. Universalis
- Gallica
- Google
- G. Books
- G. News
- G. Scholar
- Persée
- Qwant
- (zh) Baidu
- (ru) Yandex
- (wd) trouver des œuvres sur Wikidata

Le Serment de l'ambre est une série de bande dessinée.
- Scénario : Frédéric Contremarche, Dieter (coscénariste des tomes 3 à 5)
- Dessins : Mathieu Lauffray (tome1 et couverture du tome 2), Étienne Le Roux (tomes 2 à 5)
- Couleurs : Freddy Martin (tome 2), Isabelle Rabarot (tome 3), Axel Gonzaldo (tomes 4 et 5)

## Albums
1. L’Amojar (février 1995)
2. Portendick (août 1997)
3. Les Barbares de Deïre (juin 2002)
4. Le Désert d’Akaba (décembre 2003)
5. Tichit (mai 2004)

## Personnages
Moudjeria est un mercenaire. Grand, fort et jovial, archétype de la brute épaisse dépourvue de cervelle, c'est le héros de la série.
Maître Ayoun est un riche marchand. Sauvé d'une attaque de charognards par Moudjeria alors qu'il se rendait à l'Amojar, il se lie d'amitié avec lui et lui propose de l'accompagner.
Emba et Senga sont deux sœurs jumelles pourchassées par les sorciers de Tichit pour une raison mystérieuse.
Les sorciers de Tichit sont une fratrie de marins composée de 8 membres : l'aîné Iturba, Erat, Dranoc, Libed, Elbanim, Toban, Epolas et le benjamin Penon.  Après avoir sillonné les océans sans relâche pendant des années, ils partirent en quête d'un animal mythique, Tichit, le roi des mers, qu'ils traquèrent plus de vingt ans. Avec lui, ils conclurent un pacte : en échange de la vie éternelle, renoncer à tuer toute créature animale.

## Publication
- Delcourt (collection Terres de Légendes) : tomes 1 à 5 (première édition des tomes 1 à 5)